# Hạm đội 3 Hoa Kỳ
Hạm đội 3 Hoa Kỳ/Đệ tam Hạm đội Hoa Kỳ là một trong 5 hạm đội mang số của Hải quân Hoa Kỳ. Vùng trách nhiệm của Hạm đội 3 gồm 50 triệu dặm vuông khu vực miền đông và miền bắc Thái Bình Dương bao gồm Biển Bering thuộc Alaska, Quần đảo Aleut và một phần Bắc Cực. Các đường lưu thông thương mại và dầu hỏa trong vùng này rất cực kỳ quan trọng đối với sự lành mạnh kinh tế của Hoa Kỳ và các quốc gia thân hữu trong vùng Vành đai Thái Bình Dương.

## Lịch sử
Hạm đội 3 có nguồn gốc hình thành trong Chiến tranh thế giới thứ hai vào ngày 15 tháng 3 năm 1943 dưới quyền tư lệnh của Đô đốc William F. "Bull" Halsey. Ông mở tổng hành dinh của ông trên bờ biển tại Trân Châu Cảng, lãnh thổ Hawaii vào ngày 15 tháng 6 năm 1944. Hạm đội hoạt động trong và quanh Đảo Solomon, Philippines, Đài Loan, Okinawa và Quần đảo Ryukyu và sử dụng chiến hạm USS New Jersey (BB-62) như soái hạm. Hạm đội cũng hoạt động trong vùng biển của Nhật Bản để tung các cuộc tấn công vào Tokyo, căn cứ hải quân ở Kure và Đảo Hokkaido.
Các chiến hạm của Hạm đội 3 cũng được dùng để hình thành cơ bản cho Hạm đội 5 với tên gọi "Big Blue Fleet" khi dưới quyền tư lệnh của Đô đốc Raymond Spruance.  Spruance và Halsey luân phiên nhau giữ chức tư lệnh hạm đội cho các cuộc hành quân lớn. Sự luân phiên này cho phép đô đốc kia và ban tham mưu của mình thời gian chuẩn bị cho một lượt thay phiên tiếp theo. Lợi ích thứ hai là làm cho người Nhật tưởng nhầm như có hai hạm đội riệng biệt thật sự.
Trên soái hạm USS Missouri (BB-63), Đô đốc Halsey đưa hạm đội của mình vào Vịnh Tokyo vào ngày 29 tháng 8 năm 1945. Ngày 2 tháng 9, các văn bản đầu hàng kết thúc chiến tranh được ký trên sàn chiến hạm này. Hạm đội 3 vẫn ở trong vùng biển Nhật Bản cho đến cuối tháng 9 khi các chiến hạm của Hạm đội được điều động về Tây Duyên hải Hoa Kỳ. Ngày 7 tháng 10 năm 1945, Hạm đội 3 được đặt thành một hạm đội trừ bị và được đưa ra khỏi tình trạng hiện dịch.
Ngày 1 tháng 2 năm  1973, theo sau một cuộc tái tổ chức Hạm đội Thái Bình Dương, Hạm đội 3 Hoa Kỳ được tái sử dụng trở lại như một hạm đội hiện dịch và đảm nhận các bổn phận của Hạm đội 1 Hoa Kỳ và Lực lượng Chiến tranh Chống Tàu ngầm Thái Bình Dương đặt căn cứ ở Đảo Ford, Hawaii. Hạm đội 3 đào tạo các lực lượng hải quân triển khai hải ngoại và đánh giá chất lượng kỹ thuật tiên tiến sẽ được dùng cho hạm đội. Ngoài ra, Hạm đội 3 có thể triển khai trong trường hợp có một cuộc khủng hoảng lớn xảy ra.
Ngày 26 tháng 11 năm 1986, Tư lệnh Đệ tam Hạm đội chuyển cờ từ tổng hành dinh trên bờ biển xuống chiến hạm lần đầu tiên kể từ Chiến tranh thế giới thứ hai lên chiến hạm USS Coronado (AGF-11). Vào tháng 8 năm 1991, Tư lệnh Đệ tam Hạm đội, ban tham mưu và soái hạm, USS Coronado, chuyển cảng nhà đến San Diego, California.
Tháng 9 năm 2003, Tư lệnh Đệ tam Hạm đội chuyển cờ từ soái hạm USS Coronado (AGF-11) lên tổng hành dinh trên bờ biển tại Mũi Loma, San Diego, California.

## Hoạt động hiện tại
Hạm đội 3 Hoa Kỳ được giao phó một số nhiệm vụ và trách nhiệm. Nhiệm vụ hàng đầu của Hạm đội 3 là ngăn chận xung đột, nhưng trong trường hợp chiến tranh toàn diện, hạm đội sẽ tiến hành các cuộc hành quân chiến đấu lâu dài và tức thời trên biển để thi hành chiến lược của Hạm đội Thái Bình Dương trên chiến trường. Các cuộc hành quân như thế sẽ được thực hiện ngay ở tuyền phương và vào đầu một cuộc xung đột để thi hành nhiệm vụ thời chiến hàng đầu của mình là—bảo vệ biển phía tây dẫn đến Hoa Kỳ, bao gồm Alaska và quần đảo Aleut.
Ngoài ra, Tư lệnh Đệ tam Hạm đội được chỉ định trước như một Tư lệnh của Lực lượng Đặc nhiệm Hỗn hợp (Joint Task Force). Trong tư cách đó, Tư lệnh và ban tham mưu của ông có thể được giao trách nhiệm tư lệnh các lực lượng hỗn hợp Hoa Kỳ được triển khai để đối phó với một sự kiện đặc biệt hay một trường hợp bất ngờ. Trong trường hợp như thế, Tư lệnh của Lực lượng Đặc nhiệm Hỗn hợp sẽ báo cáo qua hệ thống chỉ huy hỗn hợp đến một Tư lệnh thống nhứt. Tổng Tư lệnh của Bộ tư lệnh Thái Bình Dương Hoa Kỳ là Tư lệnh thống nhất tại mặt trận Thái Bình Dương.
Trong thời bình, Hạm đội 3 tiếp tục đào tạo lực lượng Hải quân và Thủy quân lục chiến cho sứ mệnh chiến tranh viễn chinh. Để tiếp tục với khái niệm chiến lược của Bộ Hải quân "Tiến về phía trước...từ biển," các lực lượng này cung ứng sự phản ứng tức thời và linh động cần thiết để đối phó lại bất cứ một cuộc khủng hoảng nào đang xảy ra từ nhiệm vụ nhân đạo và gìn giữ hòa bình đến các cuộc xung đột vùng chính yếu.

## Các đơn vị Lực lượng Đặc nhiệm
| Tên Lực lượng Đặc nhiệm | Loại Lực lượng Đặc nhiệm               |
| ----------------------- | -------------------------------------- |
| CTF-30                  | Lực lượng Chiến đấu                    |
| CTF-31                  | Lực lượng Chỉ huy và Điều hợp          |
| CTF-32                  | Lực lượng Trực chiến                   |
| CTF-33                  | Lực lượng Tiếp vận và Hỗ trợ           |
| CTF-34                  | Lực lượng Tàu ngầm                     |
| CTF-35                  | Lực lượng Tham chiến nổi               |
| CTF-36                  | Lực lượng Hải bộ binh                  |
| CTF-37                  | Lực lượng Công kích Hàng không Mẫu hạm |
| CTF-39                  | Lực lượng Đổ bộ                        |